# 寺戸伸近
寺戸 伸近（てらど のぶちか、1980年9月9日 - ）は、日本の元男性キックボクサー。島根県浜田市出身。Booch Beat所属。ISKA K-1世界バンタム級王者。元Krush -55kg王者。

## 来歴
2003年12月7日、空修会館所属として全日本キックボクシング連盟「Fujiwara Festival 〜藤原祭り〜」でプロデビュー。
2004年、空修会館が休会となり山本優弥・平谷法之と共に新チーム「BOOCH BEAT（ブッチ・ビート）」所属となった。
2005年2月6日、全日本キックボクシング連盟「MOVING」で行われたJ-NETWORK MACH 55トーナメント出場者決定戦で浦林幹に判定勝ち。
2005年3月2日、MACH 55トーナメント1回戦で藤原国崇と対戦し、TKO負け。キャリア初黒星となった。
2005年4月23日、イギリス・バーミンガムのNECアリーナで開催された「PAIN and GROLY」で日本国外での初試合をリース・クルークと行ない、TKO勝ち。
2006年7月22日、真王杯 55kgトーナメント 1回戦で真二に判定勝ちするも、9月24日の準決勝で米田貴志に判定負け。
2007年6月9日、全日本キックボクシング連盟「CUB☆KICK'S-6」のメインイベントでチェ・ジンスンと対戦し、KO勝ちを収めた。試合後のリング上で全日本バンタム級王者藤原あらしへの挑戦をアピールした。
2007年8月25日、全日本バンタム級タイトルマッチで藤原あらしに挑戦し、ミドルキック、膝蹴り、右肘打ちで連続ダウンを奪われるとタオルが投入されTKO負け。王座獲得に失敗した。
2008年、田中佑季・原田直樹と共にBOOCH BEATから青春塾へ移籍。
2009年1月4日、全日本キックボクシング連盟の第24代全日本バンタム級王座決定トーナメントに出場。決勝で瀧谷渉太に判定勝ちし、王座を獲得した。瀧谷はプロキャリア初黒星となった。
2009年3月1日、第2代M-1バンタム級王座決定戦で前田浩喜と対戦し、2RTKO勝ちで王座を獲得した。
2009年11月22日、第2代RISE55kg級王者決定戦でTOMONORIと対戦し、2RKO勝ちで王座を獲得した。
2010年1月4日、Krush.5でアンディ・ハウソンと対戦予定であったが、ハウソンが足負傷により欠場。代わりにランバー・ソムデートM16とのエキシビションマッチを行った。
2010年3月13日、Krush×SurvivorでKENJIと対戦し、右フックでKO勝ち。
2010年7月31日、RISEバンタム級王座防衛戦で九島亮と対戦し、3-0の判定勝ちを収め王座初防衛に成功した。
2010年12月12日、Krush初代王座決定トーナメント～Round.1～で、SB日本スーパーバンタム級王者日下部竜也と対戦し、1Rにダウンを奪うも3度のダウンを奪われ0-3の判定負けを喫した。
2011年8月14日、Krush.11のK-1ルールで行われたISKA世界スーパーバンタム級（後にバンタム級に改称）王座決定戦でISKAイギリス・バンタム級王者キエラン・マカスキルと対戦し、倒しきれないまでも計5回のダウンを奪い大差判定勝ちを収め世界タイトル奪取に成功した。
2012年1月9日、Krush.15でKrush -55kg級王者の瀧谷渉太に挑戦し、1RKO負けで王座獲得に失敗した。
2012年8月12日、Krush.21にてISKA K-1世界バンタム級の防衛戦でアンディ・ ハウソンと対戦し、2RKO勝ちで王座の初防衛に成功した。
2013年5月12日、Krush.28にてKrush -58kg級王座決定戦で武尊と対戦し、判定負けで王座獲得に失敗した。
2013年8月25日、Krush.31にてISKA K-1世界バンタム級王座の防衛戦でアレクサンダー・プリリップと対戦し、5R判定勝ちで2度目の王座防衛に成功した。
2014年7月13日、Krush.43にてISKA K-1世界バンタム級王座の防衛戦でヴェダット・ウルックと対戦し、1RKO勝ちで3度目の王座防衛に成功した。
2015年4月19日、K-1 WORLD GP -55kg初代王座決定トーナメントに出場し、1回戦でルイ・ボテーリョに判定勝ちをするも、続く準決勝で大雅に3RKO負けを喫した。
2016年3月20日、Krush.64にてKrush -55kg王者の堀尾竜司に挑戦し、3R判定勝ちで第5代Krush -55kg王座の獲得に成功した。
2016年9月30日、 Krush.69にてKrush -55kg王座の防衛戦でチャールズ・ボンジョバーニと対戦し、1RKO勝ちで王座の初防衛に成功した。
2017年4月22日、K-1 WORLD GP 第2代スーパー・バンタム級王座決定トーナメントに出場。1回戦でジェイミー・ウィーランと対戦し、本戦で決着がつかず延長にもつれ込んだ接戦を2-1の判定勝ち。準決勝では久保賢司と打ち合いを繰り広げた末に、2RKO負けを喫した。
2017年11月5日、Krush.82にてKrush -55kg王座の防衛戦で久保賢司と対戦し、延長にもつれ込む熱戦の末に判定勝ちを収め、2度目の王座防衛に成功した。
2018年7月3日、記者会見を行い「僕はKrushのチャンピオンとして、Krushのベルトの価値を見出せなくなりました。それは様々なトラブルがありまして、そういった面でも僕はこの先、現時点でKrushで試合が出来ないのかな。」と、Krush運営とのトラブルを示唆して、Krushスーパー・バンタム級王座を返上した。

## 戦績
| キックボクシング 戦績 | キックボクシング 戦績 | キックボクシング 戦績 | キックボクシング 戦績 | キックボクシング 戦績 | キックボクシング 戦績 | キックボクシング 戦績 |
| --------------------- | --------------------- | --------------------- | --------------------- | --------------------- | --------------------- | --------------------- |
| 52 試合               | (T)KO                 | 判定                  | その他                | 引き分け              | 無効試合              |                       |
| 40 勝                 | 16                    | 23                    | 0                     | 1                     | 0                     |                       |
| 11 敗                 | 7                     | 4                     | 0                     | 1                     | 0                     |                       |

| 勝敗 | 対戦相手                             | 試合結果                                    | 大会名 | 開催年月日     |
| ○    | 久保賢司                             | 3R+延長1R終了 判定3-0                       | Krush.82 【Krush -55kgタイトルマッチ】 | 2017年11月5日  |
| ×    | 久保賢司                             | 2R 3:06 KO（右ストレート）                  | K-1 WORLD GP 2017 JAPAN ～第2代スーパー・バンタム級王座決定トーナメント～ 【K-1 WORLD GP第2代スーパー・バンタム級王座決定トーナメント 準決勝】 | 2017年4月22日  |
| ○    | ジェイミー・ウィーラン               | 3R+延長1R終了 判定2-1                       | K-1 WORLD GP 2017 JAPAN ～第2代スーパー・バンタム級王座決定トーナメント～ 【K-1 WORLD GP第2代スーパー・バンタム級王座決定トーナメント 1回戦】  | 2017年4月22日  |
| ○    | チャールズ・ボンジョバーニ           | 1R 3:00 KO（3ダウン：パンチ連打）           | Krush.69 【Krush -55kgタイトルマッチ】 | 2016年9月30日  |
| ○    | 堀尾竜司                             | 3R終了 判定3-0                              | Krush.64 【Krush -55kgタイトルマッチ】 | 2016年3月20日  |
| ×    | 大雅                                 | 3R 2:40 KO（右フック）                      | K-1 WORLD GP 2015 IN JAPAN～－55kg初代王座決定トーナメント～ 【K-1 WORLD GP -55kg初代王座決定トーナメント 準決勝】                             | 2015年4月19日  |
| ○    | ルイ・ボテーリョ                     | 3R+延長1R終了 判定2-1                       | K-1 WORLD GP 2015 IN JAPAN～－55kg初代王座決定トーナメント～ 【K-1 WORLD GP -55kg初代王座決定トーナメント 1回戦】                              | 2015年4月19日  |
| ○    | 邦博                                 | 5R終了 判定3-0                              | KICKBOXING ZONE | 2014年11月9日  |
| ○    | ヴェダット・ウルック                 | 1R 1:03 KO（右フック）                      | Krush.43 【ISKA K-1世界バンタム級タイトルマッチ】                                                                                              | 2014年7月13日  |
| ○    | 鈴木優也                             | 3R終了 判定3-0                              | Krush.38 | 2014年2月14日  |
| ○    | アレクサンダー・プリリップ           | 5R終了 判定3-0                              | Krush.31 ～in HIROSHIMA～ 【ISKA K-1世界バンタム級タイトルマッチ】                                                                             | 2013年8月25日  |
| ×    | 武尊                                 | 3R終了 判定0-3                              | Krush.28 【Krush -58kg級初代王座決定戦】 | 2013年5月12日  |
| ○    | 神戸翔太                             | 3R終了 判定3-0                              | Krush.27 【Krush -58kg初代王座決定トーナメント準決勝】                                                                                         | 2013年3月20日  |
| ○    | KO-ICHI                              | 3R 1:04 TKO（タオル投入）                   | Krush.26 【Krush -58kg初代王座決定トーナメント1回戦】                                                                                          | 2013年1月26日  |
| ○    | アンディ・ ハウソン                  | 2R 2:07 KO（右ストレート）                  | Krush.21 【ISKA K-1世界バンタム級タイトルマッチ】                                                                                              | 2014年8月12日  |
| ○    | 伊澤波人                             | 3R終了 判定3-0                              | Krush-EX 2012 vol.1 | 2012年4月22日  |
| ×    | 瀧谷渉太                             | 1R 1:11 KO（3ダウン：飛び膝蹴り）           | Krush.15 【Krush -55kg級タイトルマッチ】 | 2012年1月9日   |
| ○    | キエラン・マカスキル                 | 5R終了 判定3-0                              | Krush.11 【ISKA K-1世界スーパーバンタム級王座決定戦】                                                                                          | 2011年8月14日  |
| ○    | ジュ・ミホ                           | 1R 2:04 TKO（3ダウン：パンチ連打）          | Krush -70kg初代王座決定トーナメント ～開幕戦～ 【スーパーファイト】                                                                            | 2011年5月29日  |
| ×    | 日下部竜也                           | 3R終了 判定0-3                              | Krush初代王座決定トーナメント～Round.1～ 【Krush -55kg初代王座決定トーナメント1回戦】                                                          | 2010年12月12日 |
| ○    | 九島亮                               | 5R終了 判定3-0                              | RISE 68 【RISEバンタム級タイトルマッチ】 | 2010年7月31日  |
| ○    | KENJI                                | 1R 2:26 KO（右フック）                      | Krush×Survivor | 2010年3月13日  |
| ○    | TOMONORI                             | 2R 1:54 KO（3ダウン：パンチ連打）           | RISE 60 【第2代RISE55kg級王者決定戦】 | 2009年11月22日 |
| ○    | 梅原タカユキ                         | 3R終了 判定3-0                              | Krush.4 | 2009年9月22日  |
| ×    | ノラシン・ルークバンヤイ             | 2R 1:12 KO（3ダウン：右ストレート）         | 全日本キックボクシング連盟「野良犬電撃作戦2009」                                                                                               | 2009年6月21日  |
| ○    | 前田浩喜                             | 2R 0:24 TKO（レフェリーストップ：左フック） | M-1 FAIRTEX ムエタイチャレンジ 2009「Yod Nak Suu vol.1」 【第2代M-1バンタム級王座決定戦】                                                      | 2009年3月1日   |
| ○    | 瀧谷渉太                             | 5R終了 判定3-0                              | 全日本キックボクシング連盟「New Year Kick Festival 2009」 【第24代全日本バンタム級王座決定トーナメント 決勝】                                  | 2009年1月4日   |
| ○    | 那須儀治                             | 3R終了 判定3-0                              | 全日本キックボクシング連盟「New Year Kick Festival 2009」 【第24代全日本バンタム級王座決定トーナメント 準決勝】                                | 2009年1月4日   |
| ×    | ワンロップ・ウィラサクレック         | 3R終了 判定0-3                              | Krush! 〜Kickboxing Destruction〜 | 2008年11月8日  |
| ○    | ルーンロム・シックローム             | 2R 1:11 TKO（3ダウン：右ローキック）        | M-1 FAIRTEX SINGHA BEER ムエタイチャレンジ 「Legend of Elbows 2008 〜YOD MUAY〜」                                                              | 2008年8月10日  |
| ○    | 那須儀治                             | 3R+延長R 1:22 負傷判定3-0                   | 全日本キックボクシング連盟「野良犬電撃作戦」                                                                                                   | 2008年6月22日  |
| ×    | ワンロップ・ウィラサクレック         | 1R 1:49 TKO（ドクターストップ：頭部カット） | M-1 FAIRTEX SINGHA BEER ムエタイチャレンジ 「Legend of Elbows 2008 〜CRASH〜」                                                                 | 2008年3月9日   |
| ○    | ウエンツ☆修一                        | 3R 1:51 KO（左ローキック）                  | 全日本キックボクシング連盟「70's」 | 2007年11月18日 |
| ×    | 藤原あらし                           | 4R 2:06 TKO（タオル投入）                   | 全日本キックボクシング連盟 「浪漫」 Kick Return Kickboxer of the best 60 Tournament 〜開幕戦〜 【全日本バンタム級タイトルマッチ】              | 2007年8月25日  |
| ○    | チェ・ジンスン                       | 1R 2:59 KO（3ダウン：パンチ連打）           | 全日本キックボクシング連盟「CUB☆KICK'S-6」 | 2007年6月9日   |
| ○    | 長崎秀哉                             | 3R終了 判定2-1                              | 全日本キックボクシング連盟「New Deal」 | 2007年4月15日  |
| ○    | 牧裕三                               | 2R 1:16 KO（右跳び膝蹴り）                  | J-NETWORK「The Starting Point of J」 | 2007年1月8日   |
| ×    | 米田貴志                             | 5R終了 判定0-3                              | ニュージャパンキックボクシング連盟 「真王杯 55kg・60kg オープントーナメント（ADVANCE VIII 〜前進〜）」 【真王杯 55kgトーナメント 準決勝】      | 2006年9月24日  |
| ○    | 真二                                 | 5R終了 判定3-0                              | ニュージャパンキックボクシング連盟 「真王杯 55kg・60kg オープントーナメント（ADVANCE VII 〜前進〜）」 【真王杯 55kgトーナメント 1回戦】        | 2006年7月22日  |
| ○    | 真二                                 | 3R終了 判定3-0                              | 全日本キックボクシング連盟「CROSS OVER」 | 2006年5月14日  |
| ○    | 割澤誠                               | 1R 1:01 KO（3ダウン：パンチ連打）           | 全日本キックボクシング連盟 「SWORD FIGHT 2006 〜日本VSタイ・5対5マッチ〜」                                                                     | 2006年3月19日  |
| ○    | ゴーンタナン・シットペッティンディー | 2R KO                                       | Muay Thai Lumpinee Krikkri Fights | 2005年12月17日 |
| ○    | 辻直樹                               | 3R終了 判定3-0                              | 全日本キックボクシング連盟「STACK OF ARMS」 | 2005年9月16日  |
| ○    | "オルチャン"クォン・ミンソク         | 3R終了 判定3-0                              | 全日本キックボクシング連盟 「SUPER FIGHT 〜日本VS世界・5対5マッチ〜」                                                                          | 2005年7月24日  |
| ○    | リース・クルーク                     | 3R TKO（ドクターストップ：カット）          | PAIN and GROLY | 2005年4月23日  |
| ×    | 藤原国崇                             | 3R 1:42 TKO（ドクターストップ：額カット）   | J-NETWORK「GO! GO! J-NET '05 〜MACH 55〜 開幕戦」 【MACH 55 Bブロック 1回戦】                                                                  | 2005年3月2日   |
| ○    | 浦林幹                               | 3R終了 判定3-0                              | 全日本キックボクシング連盟「MOVING」 【J-NETWORK MACH 55 出場者決定戦】                                                                        | 2005年2月6日   |
| ○    | チバケイジ。                         | 3R終了 判定3-0                              | J-NETWORK「UNLIMITED 11.14 -MasterX Collabo-」                                                                                                 | 2004年11月14日 |
| ○    | 水原浩章                             | 3R 2:53 KO                                  | 全日本キックボクシング連盟「DANGER ZONE」 | 2004年9月23日  |
| △    | 正巳                                 | 3R終了 判定1-0                              | 全日本キックボクシング連盟「Fire Wire」 | 2004年5月16日  |
| ○    | 藤井優                               | 3R終了 判定3-0                              | J-NETWORK「Kick Squad 2」 | 2004年3月28日  |
| ○    | 上山浩一                             | 3R終了 判定3-0                              | 全日本キックボクシング連盟「Fujiwara Festival 〜藤原祭り〜」                                                                                   | 2003年12月7日  |

### エキシビション
| 勝敗 | 対戦相手                | 試合結果 | 大会名                     | 開催年月日     |
| －   | 那須川天心              | 3分1R    | RISE162                    | 2022年10月30日 |
| －   | ランバー・ソムデートM16 | 2分2R    | Krush.5 〜New Year Fight〜 | 2010年1月4日   |
| －   | 正巳                    |          | ZERO1「WRESTLER'S」        | 2009年11月3日  |
| －   | 淵本将矢                | 3分2R    | ZERO1「Inception '09」     | 2009年1月25日  |
| －   | 原田直樹                |          | ZERO1                      | 2006年9月18日  |

## 獲得タイトル
- 第24代全日本バンタム級王座
- 第2代M-1バンタム級王座
- 第2代RISEバンタム級王座
- ISKA K-1世界バンタム級王座
- 第5代Krush -55kg王座（防衛2度）

## 受賞歴
- 2004年度 全日本キックボクシング連盟 新鋭賞[21]
- 2006年度 全日本キックボクシング連盟 努力賞[22]
- 2007年度 全日本キックボクシング連盟 敢闘賞[23]